# Geert D'Hollander
Geert D'Hollander, né le 12 mai 1965 à Saint-Nicolas, est un musicien classique belge, carillonneur et professeur de carillon.

## Biographie
Geert D'Hollander, né le 12 mai 1965 à Saint-Nicolas en Belgique, intègre le Conservatoire royal d'Anvers, où il étudie le piano, la musique de chambre, la direction de chœur et d’orchestre, l’écriture et la composition,.
Il est professeur de carillon au département de musique de l'université de Californie à Berkeley et enseigne la composition à l'École royale de carillon de Malines. Il est professeur invité à la Dutch Carillon School (Amersfoort) et à l'Académie Roosevelt (Middelburg). Il donne également des master classes en Europe et aux États-Unis,.
Il est carillonneur de la cathédrale Notre-Dame d'Anvers, des beffrois de Gand et Saint-Nicolas, de l'église Saint-Gommaire de Lierre et donne de nombreux récitals,.

## Prix et distinctions
- 2008 :  Médaille d'honneur de Berkeley pour ses contributions à la musique pour carillon[2],[3].
- 2010 : lauréat du Prix ANV-Visser-Neerlandia pour Ciacona[2],[3].